# Lista över fornlämningar i Uppsala kommun (Uppsala)
Lista över fornlämningar i Uppsala kommun (Uppsala) är en förteckning av ett urval av de fornlämningar som finns i Uppsala i Uppsala kommun.
| Namn                                 | Lämningstyp                 | Tillkomsttid | Historisk indelning | Plats                  | Läge                 | ID-nr          | Bild                                      |
| ------------------------------------ | --------------------------- | ------------ | ------------------- | ---------------------- | -------------------- | -------------- | ----------------------------------------- |
| U 932 (Uppsala 1:1)                  | Runristning                 |              | Uppsala, Uppland    |                        | 59.857727, 17.631592 | 10028200010001 | Ladda upp en till bild av detta fornminne |
| U 940 (Uppsala 1:2)                  | Runristning                 |              | Uppsala, Uppland    |                        | 59.857831, 17.631557 | 10028200010002 | Ladda upp en till bild av detta fornminne |
| U 939 (Uppsala 1:3)                  | Runristning                 |              | Uppsala, Uppland    |                        | 59.857933, 17.631500 | 10028200010003 | Ladda upp en till bild av detta fornminne |
| U 937 (Uppsala 1:4)                  | Runristning                 |              | Uppsala, Uppland    |                        | 59.858002, 17.631459 | 10028200010004 | Ladda upp en till bild av detta fornminne |
| U 943 (Uppsala 1:5)                  | Runristning                 |              | Uppsala, Uppland    |                        | 59.858062, 17.631434 | 10028200010005 | Ladda upp en till bild av detta fornminne |
| U 938 (Uppsala 1:6)                  | Runristning                 |              | Uppsala, Uppland    |                        | 59.858157, 17.631331 | 10028200010006 | Ladda upp en till bild av detta fornminne |
| U 489 (Uppsala 1:7)                  | Runristning                 |              | Uppsala, Uppland    |                        | 59.857683, 17.631449 | 10028200010007 | Ladda upp en till bild av detta fornminne |
| U 1011 (Uppsala 1:8)                 | Runristning                 |              | Uppsala, Uppland    |                        | 59.857666, 17.631180 | 10028200010008 | Ladda upp en till bild av detta fornminne |
| U 896 (Uppsala 8:1)                  | Runristning                 |              | Uppsala, Uppland    |                        | 59.858647, 17.631256 | 10028200080001 | Ladda upp en till bild av detta fornminne |
| U 933 (Uppsala 11:1)                 | Runristning                 |              | Uppsala, Uppland    |                        | 59.857880, 17.634467 | 10028200110001 | Ladda upp en till bild av detta fornminne |
| U 929 (Uppsala 11:2)                 | Runristning                 |              | Uppsala, Uppland    |                        | 59.857894, 17.634546 | 10028200110002 | Ladda upp en till bild av detta fornminne |
| Fv1976;104 (Uppsala 11:3)            | Runristning                 |              | Uppsala, Uppland    |                        | 59.857921, 17.634651 | 10028200110003 | Ladda upp en till bild av detta fornminne |
| U 935 (Uppsala 11:4)                 | Runristning                 |              | Uppsala, Uppland    |                        | 59.857949, 17.634745 | 10028200110004 | Ladda upp en till bild av detta fornminne |
| U 931 (Uppsala 11:5)                 | Runristning                 |              | Uppsala, Uppland    |                        | 59.857968, 17.634806 | 10028200110005 | Ladda upp en till bild av detta fornminne |
| U 934 (Uppsala 11:6)                 | Runristning                 |              | Uppsala, Uppland    |                        | 59.858002, 17.634872 | 10028200110006 | Ladda upp en till bild av detta fornminne |
| Fv1976;107 (Uppsala 11:7)            | Runristning                 |              | Uppsala, Uppland    |                        | 59.858045, 17.634849 | 10028200110007 | Ladda upp en till bild av detta fornminne |
| Uppsala 57:1                         | Gravfält                    |              | Uppsala, Uppland    |                        | 59.876566, 17.669596 | 10028200570001 | Ladda upp en bild av detta fornminne      |
| Uppsala 60:1                         | Grav- och boplatsområde     |              | Uppsala, Uppland    |                        | 59.874585, 17.672195 | 10028200600001 | Ladda upp en bild av detta fornminne      |
| Uppsala 61:1                         | Hög                         |              | Uppsala, Uppland    |                        | 59.883243, 17.664306 | 10028200610001 | Ladda upp en bild av detta fornminne      |
| Uppsala 64:1                         | Gravfält                    |              | Uppsala, Uppland    |                        | 59.875348, 17.669339 | 10028200640001 | Ladda upp en bild av detta fornminne      |
| Fv1972;271 (Uppsala 65:1)            | Runristning                 |              | Uppsala, Uppland    |                        | 59.859625, 17.636273 | 10028200650001 | Ladda upp en till bild av detta fornminne |
| Uppsala 68:1                         | Hög                         |              | Uppsala, Uppland    |                        | 59.865889, 17.697550 | 10028200680001 | Ladda upp en bild av detta fornminne      |
| Uppsala 68:2                         | Hög                         |              | Uppsala, Uppland    |                        | 59.866006, 17.697454 | 10028200680002 | Ladda upp en bild av detta fornminne      |
| Uppsala 68:3                         | Stensättning                |              | Uppsala, Uppland    |                        | 59.865928, 17.697396 | 10028200680003 | Ladda upp en bild av detta fornminne      |
| Uppsala 72:1                         | Gravfält                    |              | Uppsala, Uppland    |                        | 59.872574, 17.698295 | 10028200720001 | Ladda upp en bild av detta fornminne      |
| Uppsala 72:2                         | Stensättning                |              | Uppsala, Uppland    |                        | 59.872864, 17.697593 | 10028200720002 | Ladda upp en bild av detta fornminne      |
| Uppsala 73:1                         | Gravfält                    |              | Uppsala, Uppland    |                        | 59.857708, 17.711593 | 10028200730001 | Ladda upp en bild av detta fornminne      |
| Uppsala 74:1                         | Gravfält                    |              | Uppsala, Uppland    |                        | 59.856795, 17.714151 | 10028200740001 | Ladda upp en bild av detta fornminne      |
| Uppsala 76:1                         | Hög                         |              | Uppsala, Uppland    |                        | 59.861149, 17.714994 | 10028200760001 | Ladda upp en bild av detta fornminne      |
| Uppsala 78:1                         | Gravfält                    |              | Uppsala, Uppland    |                        | 59.861869, 17.715321 | 10028200780001 | Ladda upp en bild av detta fornminne      |
| U 968 (Uppsala 81:1)                 | Runristning                 |              | Uppsala, Uppland    |                        | 59.872248, 17.696311 | 10028200810001 | Ladda upp en bild av detta fornminne      |
| U 968, fragment (Uppsala 81:2)       | Runristning                 |              | Uppsala, Uppland    |                        | 59.872296, 17.696305 | 10028200810002 | Ladda upp en bild av detta fornminne      |
| Uppsala 82:1                         | Gravfält                    |              | Uppsala, Uppland    |                        | 59.871508, 17.697594 | 10028200820001 | Ladda upp en till bild av detta fornminne |
| U 970 och U 969 (Uppsala 82:2)       | Runristning                 |              | Uppsala, Uppland    |                        | 59.871508, 17.697594 | 10028200820001 | Ladda upp en till bild av detta fornminne |
| Uppsala 83:1                         | Gravfält                    |              | Uppsala, Uppland    |                        | 59.860485, 17.710369 | 10028200830001 | Ladda upp en bild av detta fornminne      |
| Uppsala 84:1                         | Stensättning                |              | Uppsala, Uppland    |                        | 59.860771, 17.717805 | 10028200840001 | Ladda upp en bild av detta fornminne      |
| Uppsala 84:2                         | Stensättning                |              | Uppsala, Uppland    |                        | 59.860898, 17.717689 | 10028200840002 | Ladda upp en bild av detta fornminne      |
| Uppsala 84:3                         | Stensättning                |              | Uppsala, Uppland    |                        | 59.860898, 17.717900 | 10028200840003 | Ladda upp en bild av detta fornminne      |
| U Fv1988;243 (Uppsala 97:1)          | Runristning                 |              | Uppsala, Uppland    | utanför Upplandsmuseet | 59.859145, 17.634549 | 10028200970001 | Ladda upp en till bild av detta fornminne |
| Uppsala 101:2                        | Stensättning                |              | Uppsala, Uppland    |                        | 59.909390, 17.657464 | 10028201010002 | Ladda upp en bild av detta fornminne      |
| Uppsala 105:1                        | Grav- och boplatsområde     |              | Uppsala, Uppland    |                        | 59.906423, 17.658321 | 10028201050001 | Ladda upp en bild av detta fornminne      |
| Uppsala 107:1                        | Stensättning                |              | Uppsala, Uppland    |                        | 59.907477, 17.664806 | 10028201070001 | Ladda upp en bild av detta fornminne      |
| Uppsala 107:2                        | Stensättning                |              | Uppsala, Uppland    |                        | 59.907259, 17.664964 | 10028201070002 | Ladda upp en bild av detta fornminne      |
| Uppsala 110:1                        | Stensättning                |              | Uppsala, Uppland    |                        | 59.902796, 17.661038 | 10028201100001 | Ladda upp en bild av detta fornminne      |
| Uppsala 112:1                        | Gravfält                    |              | Uppsala, Uppland    |                        | 59.899206, 17.665096 | 10028201120001 | Ladda upp en bild av detta fornminne      |
| Uppsala 113:1                        | Hög                         |              | Uppsala, Uppland    |                        | 59.899798, 17.647701 | 10028201130001 | Ladda upp en bild av detta fornminne      |
| Uppsala 113:2                        | Hög                         |              | Uppsala, Uppland    |                        | 59.899852, 17.648008 | 10028201130002 | Ladda upp en bild av detta fornminne      |
| Uppsala 113:3                        | Hög                         |              | Uppsala, Uppland    |                        | 59.899689, 17.648140 | 10028201130003 | Ladda upp en bild av detta fornminne      |
| Uppsala 115:1                        | Hög                         |              | Uppsala, Uppland    |                        | 59.896995, 17.659025 | 10028201150001 | Ladda upp en bild av detta fornminne      |
| Uppsala 121:1                        | Stensättning                |              | Uppsala, Uppland    |                        | 59.896589, 17.644109 | 10028201210001 | Ladda upp en bild av detta fornminne      |
| Uppsala 121:2                        | Stensättning                |              | Uppsala, Uppland    |                        | 59.896552, 17.643949 | 10028201210002 | Ladda upp en bild av detta fornminne      |
| Uppsala 121:3                        | Stensättning                |              | Uppsala, Uppland    |                        | 59.896479, 17.643773 | 10028201210003 | Ladda upp en bild av detta fornminne      |
| Uppsala 122:1                        | Stensättning                |              | Uppsala, Uppland    |                        | 59.896405, 17.645022 | 10028201220001 | Ladda upp en bild av detta fornminne      |
| Högåsen (Uppsala 123:1)              | Gravfält                    |              | Uppsala, Uppland    |                        | 59.896748, 17.628141 | 10028201230001 | Ladda upp en till bild av detta fornminne |
| Uppsala 124:1                        | Gravfält                    |              | Uppsala, Uppland    |                        | 59.900069, 17.629537 | 10028201240001 | Ladda upp en bild av detta fornminne      |
| Uppsala 125:1                        | Gravfält                    |              | Uppsala, Uppland    |                        | 59.900500, 17.627067 | 10028201250001 | Ladda upp en bild av detta fornminne      |
| Uppsala 128:1                        | Gravfält                    |              | Uppsala, Uppland    |                        | 59.909970, 17.596588 | 10028201280001 | Ladda upp en bild av detta fornminne      |
| Uppsala 133:1                        | Stensättning                |              | Uppsala, Uppland    |                        | 59.913322, 17.663554 | 10028201330001 | Ladda upp en bild av detta fornminne      |
| Uppsala 133:2                        | Stensättning                |              | Uppsala, Uppland    |                        | 59.913134, 17.663507 | 10028201330002 | Ladda upp en bild av detta fornminne      |
| Uppsala 136:1                        | Gravfält                    |              | Uppsala, Uppland    |                        | 59.920657, 17.645826 | 10028201360001 | Ladda upp en bild av detta fornminne      |
| Uppsala 137:1                        | Gravfält                    |              | Uppsala, Uppland    |                        | 59.921450, 17.644612 | 10028201370001 | Ladda upp en bild av detta fornminne      |
| Uppsala 138:1                        | Stensättning                |              | Uppsala, Uppland    |                        | 59.912090, 17.584226 | 10028201380001 | Ladda upp en bild av detta fornminne      |
| Uppsala 140:1                        | Stensättning                |              | Uppsala, Uppland    |                        | 59.913469, 17.584580 | 10028201400001 | Ladda upp en bild av detta fornminne      |
| Uppsala 141:1                        | Stensättning                |              | Uppsala, Uppland    |                        | 59.911397, 17.589501 | 10028201410001 | Ladda upp en bild av detta fornminne      |
| Uppsala 142:1                        | Stensättning                |              | Uppsala, Uppland    |                        | 59.911394, 17.585800 | 10028201420001 | Ladda upp en bild av detta fornminne      |
| Uppsala 142:2                        | Stensättning                |              | Uppsala, Uppland    |                        | 59.911220, 17.586227 | 10028201420002 | Ladda upp en bild av detta fornminne      |
| Uppsala 143:1                        | Stensättning                |              | Uppsala, Uppland    |                        | 59.922404, 17.640900 | 10028201430001 | Ladda upp en bild av detta fornminne      |
| Uppsala 144:1                        | Gravfält                    |              | Uppsala, Uppland    |                        | 59.920111, 17.648407 | 10028201440001 | Ladda upp en bild av detta fornminne      |
| Uppsala 145:1                        | Gravfält                    |              | Uppsala, Uppland    |                        | 59.918786, 17.649164 | 10028201450001 | Ladda upp en bild av detta fornminne      |
| Uppsala 147:1                        | Gravfält                    |              | Uppsala, Uppland    |                        | 59.918876, 17.657579 | 10028201470001 | Ladda upp en bild av detta fornminne      |
| U 985 (Uppsala 150:1)                | Runristning                 |              | Uppsala, Uppland    |                        | 59.920547, 17.658504 | 10028201500001 | Ladda upp en till bild av detta fornminne |
| Uppsala 151:1                        | Gravfält                    |              | Uppsala, Uppland    |                        | 59.917714, 17.658719 | 10028201510001 | Ladda upp en bild av detta fornminne      |
| Uppsala 154:1                        | Grav markerad av sten/block |              | Uppsala, Uppland    |                        | 59.913109, 17.643678 | 10028201540001 | Ladda upp en bild av detta fornminne      |
| Uppsala 158:1                        | Hög                         |              | Uppsala, Uppland    |                        | 59.927857, 17.651585 | 10028201580001 | Ladda upp en bild av detta fornminne      |
| Uppsala 160:1                        | Stensättning                |              | Uppsala, Uppland    |                        | 59.933310, 17.649365 | 10028201600001 | Ladda upp en bild av detta fornminne      |
| Uppsala 161:1                        | Stensättning                |              | Uppsala, Uppland    |                        | 59.934201, 17.648526 | 10028201610001 | Ladda upp en bild av detta fornminne      |
| Uppsala 163:1                        | Grav- och boplatsområde     |              | Uppsala, Uppland    |                        | 59.939316, 17.650238 | 10028201630001 | Ladda upp en bild av detta fornminne      |
| Uppsala 166:1                        | Gravfält                    |              | Uppsala, Uppland    |                        | 59.940977, 17.651443 | 10028201660001 | Ladda upp en bild av detta fornminne      |
| Uppsala 168:1                        | Stensättning                |              | Uppsala, Uppland    |                        | 59.942173, 17.650719 | 10028201680001 | Ladda upp en bild av detta fornminne      |
| Uppsala 169:1                        | Stensättning                |              | Uppsala, Uppland    |                        | 59.941803, 17.652836 | 10028201690001 | Ladda upp en bild av detta fornminne      |
| Uppsala 171:1                        | Stensättning                |              | Uppsala, Uppland    |                        | 59.943814, 17.664027 | 10028201710001 | Ladda upp en bild av detta fornminne      |
| Uppsala 171:2                        | Stensättning                |              | Uppsala, Uppland    |                        | 59.943589, 17.663788 | 10028201710002 | Ladda upp en bild av detta fornminne      |
| Uppsala 171:3                        | Stensättning                |              | Uppsala, Uppland    |                        | 59.943481, 17.663856 | 10028201710003 | Ladda upp en bild av detta fornminne      |
| Uppsala 172:1                        | Stensättning                |              | Uppsala, Uppland    |                        | 59.943464, 17.662263 | 10028201720001 | Ladda upp en bild av detta fornminne      |
| Uppsala 173:1                        | Stensättning                |              | Uppsala, Uppland    |                        | 59.944068, 17.661023 | 10028201730001 | Ladda upp en bild av detta fornminne      |
| Uppsala 173:2                        | Stensättning                |              | Uppsala, Uppland    |                        | 59.943961, 17.661088 | 10028201730002 | Ladda upp en bild av detta fornminne      |
| Uppsala 176:1                        | Gravfält                    |              | Uppsala, Uppland    |                        | 59.946403, 17.667478 | 10028201760001 | Ladda upp en bild av detta fornminne      |
| Uppsala 179:1                        | Grav- och boplatsområde     |              | Uppsala, Uppland    |                        | 59.943186, 17.672257 | 10028201790001 | Ladda upp en bild av detta fornminne      |
| Uppsala 185:1                        | Stensättning                |              | Uppsala, Uppland    |                        | 59.948219, 17.671622 | 10028201850001 | Ladda upp en bild av detta fornminne      |
| Uppsala 186:1                        | Gravfält                    |              | Uppsala, Uppland    |                        | 59.949149, 17.668638 | 10028201860001 | Ladda upp en bild av detta fornminne      |
| Uppsala 187:2                        | Stensättning                |              | Uppsala, Uppland    |                        | 59.949600, 17.669958 | 10028201870002 | Ladda upp en bild av detta fornminne      |
| Uppsala 187:3                        | Stensättning                |              | Uppsala, Uppland    |                        | 59.949569, 17.669520 | 10028201870003 | Ladda upp en bild av detta fornminne      |
| Uppsala 188:1                        | Gravfält                    |              | Uppsala, Uppland    |                        | 59.950519, 17.672385 | 10028201880001 | Ladda upp en bild av detta fornminne      |
| Uppsala 189:1                        | Stensättning                |              | Uppsala, Uppland    |                        | 59.950186, 17.675401 | 10028201890001 | Ladda upp en bild av detta fornminne      |
| Uppsala 191:1                        | Gravfält                    |              | Uppsala, Uppland    |                        | 59.951830, 17.674658 | 10028201910001 | Ladda upp en bild av detta fornminne      |
| Uppsala 195:1                        | Stensättning                |              | Uppsala, Uppland    |                        | 59.953296, 17.681585 | 10028201950001 | Ladda upp en bild av detta fornminne      |
| Uppsala 200:1                        | Grav- och boplatsområde     |              | Uppsala, Uppland    |                        | 59.959918, 17.682593 | 10028202000001 | Ladda upp en bild av detta fornminne      |
| Uppsala 201:1                        | Gravfält                    |              | Uppsala, Uppland    |                        | 59.957524, 17.679878 | 10028202010001 | Ladda upp en bild av detta fornminne      |
| Uppsala 202:1                        | Gravfält                    |              | Uppsala, Uppland    |                        | 59.956102, 17.681894 | 10028202020001 | Ladda upp en bild av detta fornminne      |
| Uppsala 206:1                        | Gravfält                    |              | Uppsala, Uppland    |                        | 59.948308, 17.653539 | 10028202060001 | Ladda upp en bild av detta fornminne      |
| Uppsala 208:1                        | Gravfält                    |              | Uppsala, Uppland    |                        | 59.935138, 17.638887 | 10028202080001 | Ladda upp en bild av detta fornminne      |
| Valsgärde (Uppsala 209:1)            | Gravfält                    |              | Uppsala, Uppland    |                        | 59.926113, 17.626612 | 10028202090001 | Ladda upp en till bild av detta fornminne |
| Uppsala 214:1                        | Stensättning                |              | Uppsala, Uppland    |                        | 59.955326, 17.692738 | 10028202140001 | Ladda upp en bild av detta fornminne      |
| Uppsala 217:1                        | Stensättning                |              | Uppsala, Uppland    |                        | 59.955974, 17.679321 | 10028202170001 | Ladda upp en bild av detta fornminne      |
| Uppsala 218:1                        | Hög                         |              | Uppsala, Uppland    |                        | 59.954271, 17.665575 | 10028202180001 | Ladda upp en bild av detta fornminne      |
| Uppsala 218:2                        | Hög                         |              | Uppsala, Uppland    |                        | 59.954328, 17.665736 | 10028202180002 | Ladda upp en bild av detta fornminne      |
| Uppsala 218:3                        | Stensättning                |              | Uppsala, Uppland    |                        | 59.954528, 17.665903 | 10028202180003 | Ladda upp en bild av detta fornminne      |
| Uppsala 218:4                        | Stensättning                |              | Uppsala, Uppland    |                        | 59.954649, 17.665874 | 10028202180004 | Ladda upp en bild av detta fornminne      |
| U 983 (Uppsala 219:1)                | Runristning                 |              | Uppsala, Uppland    |                        | 59.887572, 17.602661 | 10028202190001 | Ladda upp en bild av detta fornminne      |
| Uppsala 220:1                        | Hög                         |              | Uppsala, Uppland    |                        | 59.884974, 17.595488 | 10028202200001 | Ladda upp en bild av detta fornminne      |
| Uppsala 220:2                        | Stensättning                |              | Uppsala, Uppland    |                        | 59.884961, 17.595820 | 10028202200002 | Ladda upp en bild av detta fornminne      |
| Uppsala 220:3                        | Hög                         |              | Uppsala, Uppland    |                        | 59.884979, 17.596081 | 10028202200003 | Ladda upp en bild av detta fornminne      |
| Uppsala 221:1                        | Gravfält                    |              | Uppsala, Uppland    |                        | 59.885904, 17.608990 | 10028202210001 | Ladda upp en bild av detta fornminne      |
| Uppsala 222:1                        | Stensättning                |              | Uppsala, Uppland    |                        | 59.885186, 17.607379 | 10028202220001 | Ladda upp en bild av detta fornminne      |
| Uppsala 237:1                        | Hög                         |              | Uppsala, Uppland    |                        | 59.906578, 17.608562 | 10028202370001 | Ladda upp en bild av detta fornminne      |
| Uppsala 237:2                        | Stensättning                |              | Uppsala, Uppland    |                        | 59.906644, 17.609022 | 10028202370002 | Ladda upp en bild av detta fornminne      |
| Uppsala 237:3                        | Stensättning                |              | Uppsala, Uppland    |                        | 59.906476, 17.609078 | 10028202370003 | Ladda upp en bild av detta fornminne      |
| Uppsala 240:1                        | Gravfält                    |              | Uppsala, Uppland    |                        | 59.897442, 17.638826 | 10028202400001 | Ladda upp en bild av detta fornminne      |
| Uppsala 247:1                        | Gravfält                    |              | Uppsala, Uppland    |                        | 59.951196, 17.673957 | 10028202470001 | Ladda upp en bild av detta fornminne      |
| Uppsala 250:1                        | Hög                         |              | Uppsala, Uppland    |                        | 59.901565, 17.626373 | 10028202500001 | Ladda upp en bild av detta fornminne      |
| Uppsala 251:1                        | Stensättning                |              | Uppsala, Uppland    |                        | 59.892796, 17.588040 | 10028202510001 | Ladda upp en bild av detta fornminne      |
| Uppsala 255:1                        | Stensättning                |              | Uppsala, Uppland    |                        | 59.887369, 17.599334 | 10028202550001 | Ladda upp en bild av detta fornminne      |
| Uppsala 256:1                        | Stensättning                |              | Uppsala, Uppland    |                        | 59.899144, 17.627040 | 10028202560001 | Ladda upp en bild av detta fornminne      |
| Uppsala 259:1                        | Gravfält                    |              | Uppsala, Uppland    |                        | 59.896496, 17.621373 | 10028202590001 | Ladda upp en bild av detta fornminne      |
| Uppsala 265:1                        | Hällristning                |              | Uppsala, Uppland    |                        | 59.890745, 17.656722 | 10028202650001 | Ladda upp en bild av detta fornminne      |
| Gökulla gamla tomt (Uppsala 275:1)   | Husgrund, historisk tid     |              | Uppsala, Uppland    |                        | 59.896113, 17.602868 | 10028202750001 | Ladda upp en bild av detta fornminne      |
| Uppsala 279:1                        | Runristning                 |              | Uppsala, Uppland    |                        | 59.899620, 17.631605 | 10028202790001 | Ladda upp en till bild av detta fornminne |
| U 978 (Uppsala 280:1)                | Runristning                 |              | Uppsala, Uppland    |                        | koordinater saknas   | 10028202800001 | Ladda upp en till bild av detta fornminne |
| U 980 (Uppsala 280:2)                | Runristning                 |              | Uppsala, Uppland    |                        | koordinater saknas   | 10028202800002 | Ladda upp en till bild av detta fornminne |
| Uppsala 301:1                        | Gravfält                    |              | Uppsala, Uppland    |                        | 59.873590, 17.583548 | 10028203010001 | Ladda upp en bild av detta fornminne      |
| Uppsala 303:1                        | Hög                         |              | Uppsala, Uppland    |                        | 59.875341, 17.583537 | 10028203030001 | Ladda upp en bild av detta fornminne      |
| Uppsala 304:1                        | Gravfält                    |              | Uppsala, Uppland    |                        | 59.876345, 17.587668 | 10028203040001 | Ladda upp en bild av detta fornminne      |
| Uppsala 306:1                        | Grav- och boplatsområde     |              | Uppsala, Uppland    |                        | 59.858298, 17.579372 | 10028203060001 | Ladda upp en bild av detta fornminne      |
| Uppsala 309:1                        | Stensättning                |              | Uppsala, Uppland    |                        | 59.859775, 17.575409 | 10028203090001 | Ladda upp en bild av detta fornminne      |
| Uppsala 312:1                        | Grav- och boplatsområde     |              | Uppsala, Uppland    |                        | 59.861226, 17.580949 | 10028203120001 | Ladda upp en bild av detta fornminne      |
| Uppsala 313:1                        | Stensättning                |              | Uppsala, Uppland    |                        | 59.859259, 17.578662 | 10028203130001 | Ladda upp en bild av detta fornminne      |
| Uppsala 319:1                        | Gravfält                    |              | Uppsala, Uppland    |                        | 59.846917, 17.575907 | 10028203190001 | Ladda upp en bild av detta fornminne      |
| Uppsala 322:1                        | Hög                         |              | Uppsala, Uppland    |                        | 59.865121, 17.590087 | 10028203220001 | Ladda upp en bild av detta fornminne      |
| Uppsala 323:1                        | Gravfält                    |              | Uppsala, Uppland    |                        | 59.856548, 17.590231 | 10028203230001 | Ladda upp en bild av detta fornminne      |
| Uppsala 325:1                        | Gravfält                    |              | Uppsala, Uppland    |                        | 59.848848, 17.589824 | 10028203250001 | Ladda upp en bild av detta fornminne      |
| Uppsala 326:1                        | Hög                         |              | Uppsala, Uppland    |                        | 59.849241, 17.591779 | 10028203260001 | Ladda upp en bild av detta fornminne      |
| Uppsala 330:1                        | Gravfält                    |              | Uppsala, Uppland    |                        | 59.857826, 17.597128 | 10028203300001 | Ladda upp en bild av detta fornminne      |
| Uppsala 331:1                        | Hög                         |              | Uppsala, Uppland    |                        | 59.858419, 17.605005 | 10028203310001 | Ladda upp en bild av detta fornminne      |
| Uppsala 331:2                        | Stensättning                |              | Uppsala, Uppland    |                        | 59.858331, 17.604871 | 10028203310002 | Ladda upp en bild av detta fornminne      |
| Uppsala 331:3                        | Stensättning                |              | Uppsala, Uppland    |                        | 59.858323, 17.605148 | 10028203310003 | Ladda upp en bild av detta fornminne      |
| Uppsala 332:1                        | Gravfält                    |              | Uppsala, Uppland    |                        | 59.861569, 17.602781 | 10028203320001 | Ladda upp en bild av detta fornminne      |
| U 898 (Uppsala 337:1)                | Runristning                 |              | Uppsala, Uppland    |                        | 59.834302, 17.601309 | 10028203370001 | Ladda upp en till bild av detta fornminne |
| U 897 (Uppsala 338:1)                | Runristning                 |              | Uppsala, Uppland    |                        | 59.833724, 17.601706 | 10028203380001 | Ladda upp en till bild av detta fornminne |
| Uppsala 339:1                        | Gravfält                    |              | Uppsala, Uppland    |                        | 59.832522, 17.602410 | 10028203390001 | Ladda upp en bild av detta fornminne      |
| Uppsala 342:1                        | Gravfält                    |              | Uppsala, Uppland    |                        | 59.827066, 17.599860 | 10028203420001 | Ladda upp en bild av detta fornminne      |
| Uppsala 343:1                        | Gravfält                    |              | Uppsala, Uppland    |                        | 59.822263, 17.631318 | 10028203430001 | Ladda upp en bild av detta fornminne      |
| Uppsala 344:1                        | Hög                         |              | Uppsala, Uppland    |                        | 59.836153, 17.652692 | 10028203440001 | Ladda upp en till bild av detta fornminne |
| Uppsala 345:1                        | Stensättning                |              | Uppsala, Uppland    |                        | 59.828891, 17.658001 | 10028203450001 | Ladda upp en bild av detta fornminne      |
| Uppsala 345:2                        | Stensättning                |              | Uppsala, Uppland    |                        | 59.828747, 17.658129 | 10028203450002 | Ladda upp en bild av detta fornminne      |
| Uppsala 345:3                        | Stensättning                |              | Uppsala, Uppland    |                        | 59.828634, 17.658228 | 10028203450003 | Ladda upp en bild av detta fornminne      |
| Uppsala 346:1                        | Stensättning                |              | Uppsala, Uppland    |                        | 59.829687, 17.657439 | 10028203460001 | Ladda upp en bild av detta fornminne      |
| Uppsala 346:2                        | Stensättning                |              | Uppsala, Uppland    |                        | 59.829759, 17.657337 | 10028203460002 | Ladda upp en bild av detta fornminne      |
| Uppsala 346:3                        | Stensättning                |              | Uppsala, Uppland    |                        | 59.829828, 17.657182 | 10028203460003 | Ladda upp en bild av detta fornminne      |
| Uppsala 346:4                        | Stensättning                |              | Uppsala, Uppland    |                        | 59.830062, 17.656953 | 10028203460004 | Ladda upp en bild av detta fornminne      |
| Uppsala 352:1                        | Stensättning                |              | Uppsala, Uppland    |                        | 59.827022, 17.640816 | 10028203520001 | Ladda upp en bild av detta fornminne      |
| Uppsala 355:1                        | Grav- och boplatsområde     |              | Uppsala, Uppland    |                        | 59.821671, 17.638159 | 10028203550001 | Ladda upp en bild av detta fornminne      |
| Hågahögen (Uppsala 356:1)            | Gravfält                    |              | Uppsala, Uppland    |                        | 59.836685, 17.586354 | 10028203560001 | Ladda upp en till bild av detta fornminne |
| 1) Kung Björns kyrka (Uppsala 358:1) | Stensättning                |              | Uppsala, Uppland    |                        | 59.835741, 17.587702 | 10028203580001 | Ladda upp en till bild av detta fornminne |
| 1) Kung Björns kyrka (Uppsala 358:2) | Stensättning                |              | Uppsala, Uppland    |                        | 59.835528, 17.588263 | 10028203580002 | Ladda upp en till bild av detta fornminne |
| Uppsala 359:1                        | Gravfält                    |              | Uppsala, Uppland    |                        | 59.838745, 17.586709 | 10028203590001 | Ladda upp en bild av detta fornminne      |
| Uppsala 362:1                        | Gravfält                    |              | Uppsala, Uppland    |                        | 59.841001, 17.583351 | 10028203620001 | Ladda upp en bild av detta fornminne      |
| U 895 (Uppsala 364:1)                | Runristning                 |              | Uppsala, Uppland    |                        | 59.839145, 17.585604 | 10028203640001 | Ladda upp en till bild av detta fornminne |
| Uppsala 373:1                        | Gravfält                    |              | Uppsala, Uppland    |                        | 59.844989, 17.571063 | 10028203730001 | Ladda upp en bild av detta fornminne      |
| Uppsala 374:1                        | Stensättning                |              | Uppsala, Uppland    |                        | 59.836765, 17.566957 | 10028203740001 | Ladda upp en bild av detta fornminne      |
| Uppsala 374:2                        | Stensättning                |              | Uppsala, Uppland    |                        | 59.836613, 17.567058 | 10028203740002 | Ladda upp en bild av detta fornminne      |
| Uppsala 375:5                        | Grav markerad av sten/block |              | Uppsala, Uppland    |                        | 59.832857, 17.583305 | 10028203750005 | Ladda upp en bild av detta fornminne      |
| Uppsala 378:1                        | Hällristning                |              | Uppsala, Uppland    |                        | 59.840833, 17.586412 | 10028203780001 | Ladda upp en bild av detta fornminne      |
| Uppsala 378:2                        | Hällristning                |              | Uppsala, Uppland    |                        | 59.840888, 17.586409 | 10028203780002 | Ladda upp en bild av detta fornminne      |
| Uppsala 382:1                        | Stensättning                |              | Uppsala, Uppland    |                        | 59.852398, 17.575536 | 10028203820001 | Ladda upp en bild av detta fornminne      |
| Uppsala 385:2                        | Hällristning                |              | Uppsala, Uppland    |                        | 59.838229, 17.582169 | 10028203850002 | Ladda upp en bild av detta fornminne      |
| Uppsala 401:1                        | Gravfält                    |              | Uppsala, Uppland    |                        | 59.815816, 17.665272 | 10028204010001 | Ladda upp en bild av detta fornminne      |
| Uppsala 402:1                        | Gravfält                    |              | Uppsala, Uppland    |                        | 59.816863, 17.665533 | 10028204020001 | Ladda upp en bild av detta fornminne      |
| Uppsala 407:1                        | Gravfält                    |              | Uppsala, Uppland    |                        | 59.816171, 17.651960 | 10028204070001 | Ladda upp en bild av detta fornminne      |
| Uppsala 408:1                        | Gravfält                    |              | Uppsala, Uppland    |                        | 59.798601, 17.655650 | 10028204080001 | Ladda upp en bild av detta fornminne      |
| Uppsala 409:1                        | Hög                         |              | Uppsala, Uppland    |                        | 59.798510, 17.654994 | 10028204090001 | Ladda upp en bild av detta fornminne      |
| Uppsala 409:2                        | Hög                         |              | Uppsala, Uppland    |                        | 59.798472, 17.654788 | 10028204090002 | Ladda upp en bild av detta fornminne      |
| Uppsala 409:3                        | Stensättning                |              | Uppsala, Uppland    |                        | 59.798447, 17.654572 | 10028204090003 | Ladda upp en bild av detta fornminne      |
| Uppsala 410:1                        | Gravfält                    |              | Uppsala, Uppland    |                        | 59.799258, 17.658757 | 10028204100001 | Ladda upp en bild av detta fornminne      |
| Uppsala 411:1                        | Fornborg                    |              | Uppsala, Uppland    |                        | 59.792968, 17.661044 | 10028204110001 | Ladda upp en bild av detta fornminne      |
| Uppsala 413:1                        | Gravfält                    |              | Uppsala, Uppland    |                        | 59.819708, 17.636067 | 10028204130001 | Ladda upp en bild av detta fornminne      |
| Uppsala 417:1                        | Gravfält                    |              | Uppsala, Uppland    |                        | 59.819085, 17.626530 | 10028204170001 | Ladda upp en bild av detta fornminne      |
| U 899 (Uppsala 420:1)                | Runristning                 |              | Uppsala, Uppland    |                        | 59.798812, 17.610912 | 10028204200001 | Ladda upp en till bild av detta fornminne |
| Uppsala 422:1                        | Gravfält                    |              | Uppsala, Uppland    |                        | 59.816146, 17.606514 | 10028204220001 | Ladda upp en bild av detta fornminne      |
| Uppsala 423:1                        | Gravfält                    |              | Uppsala, Uppland    |                        | 59.814082, 17.600002 | 10028204230001 | Ladda upp en bild av detta fornminne      |
| Uppsala 424:1                        | Röse                        |              | Uppsala, Uppland    |                        | 59.791981, 17.655824 | 10028204240001 | Ladda upp en bild av detta fornminne      |
| Uppsala 426:1                        | Gravfält                    |              | Uppsala, Uppland    |                        | 59.811601, 17.662812 | 10028204260001 | Ladda upp en bild av detta fornminne      |
| Uppsala 429:1                        | Stensättning                |              | Uppsala, Uppland    |                        | 59.820452, 17.600814 | 10028204290001 | Ladda upp en bild av detta fornminne      |
| Uppsala 433:1                        | Gravfält                    |              | Uppsala, Uppland    |                        | 59.836245, 17.590608 | 10028204330001 | Ladda upp en bild av detta fornminne      |
| Uppsala 437:1                        | Hällristning                |              | Uppsala, Uppland    |                        | 59.839467, 17.586470 | 10028204370001 | Ladda upp en bild av detta fornminne      |
| Uppsala 439:1                        | Stensättning                |              | Uppsala, Uppland    |                        | 59.858700, 17.580133 | 10028204390001 | Ladda upp en bild av detta fornminne      |
| Uppsala 439:2                        | Stensättning                |              | Uppsala, Uppland    |                        | 59.858894, 17.580370 | 10028204390002 | Ladda upp en bild av detta fornminne      |
| Uppsala 447:1                        | Hög                         |              | Uppsala, Uppland    |                        | 59.875989, 17.574953 | 10028204470001 | Ladda upp en bild av detta fornminne      |
| Hopröret (Uppsala 456:1)             | Stensättning                |              | Uppsala, Uppland    |                        | 59.857286, 17.585142 | 10028204560001 | Ladda upp en bild av detta fornminne      |
| Uppsala 458:1                        | Hög                         |              | Uppsala, Uppland    |                        | 59.856961, 17.604007 | 10028204580001 | Ladda upp en bild av detta fornminne      |
| Uppsala 459:1                        | Gravfält                    |              | Uppsala, Uppland    |                        | 59.789116, 17.643798 | 10028204590001 | Ladda upp en bild av detta fornminne      |
| Uppsala 460:1                        | Husgrund, historisk tid     |              | Uppsala, Uppland    |                        | 59.827900, 17.602626 | 10028204600001 | Ladda upp en bild av detta fornminne      |
| Uppsala 463:1                        | Stensättning                |              | Uppsala, Uppland    |                        | 59.815566, 17.635946 | 10028204630001 | Ladda upp en bild av detta fornminne      |
| Uppsala 463:2                        | Stensättning                |              | Uppsala, Uppland    |                        | 59.815346, 17.635854 | 10028204630002 | Ladda upp en bild av detta fornminne      |
| Uppsala 463:3                        | Stensättning                |              | Uppsala, Uppland    |                        | 59.815883, 17.635755 | 10028204630003 | Ladda upp en bild av detta fornminne      |
| Uppsala 478:1                        | Stensättning                |              | Uppsala, Uppland    |                        | 59.814647, 17.636457 | 10028204780001 | Ladda upp en bild av detta fornminne      |
| Uppsala 478:2                        | Stensättning                |              | Uppsala, Uppland    |                        | 59.814603, 17.636211 | 10028204780002 | Ladda upp en bild av detta fornminne      |
| Uppsala 479:1                        | Stensättning                |              | Uppsala, Uppland    |                        | 59.818734, 17.638330 | 10028204790001 | Ladda upp en bild av detta fornminne      |
| Uppsala 481:1                        | Stensättning                |              | Uppsala, Uppland    |                        | 59.817999, 17.639733 | 10028204810001 | Ladda upp en bild av detta fornminne      |
| Uppsala 482:1                        | Stensättning                |              | Uppsala, Uppland    |                        | 59.817999, 17.641002 | 10028204820001 | Ladda upp en bild av detta fornminne      |
| Uppsala 482:2                        | Stensättning                |              | Uppsala, Uppland    |                        | 59.817653, 17.641170 | 10028204820002 | Ladda upp en bild av detta fornminne      |
| Uppsala 484:1                        | Gravfält                    |              | Uppsala, Uppland    |                        | 59.815490, 17.638855 | 10028204840001 | Ladda upp en bild av detta fornminne      |
| Uppsala 486:1                        | Stensättning                |              | Uppsala, Uppland    |                        | 59.813727, 17.638464 | 10028204860001 | Ladda upp en bild av detta fornminne      |
| Uppsala 489:1                        | Stensättning                |              | Uppsala, Uppland    |                        | 59.807603, 17.614557 | 10028204890001 | Ladda upp en bild av detta fornminne      |
| Uppsala 489:2                        | Stensättning                |              | Uppsala, Uppland    |                        | 59.807324, 17.614291 | 10028204890002 | Ladda upp en bild av detta fornminne      |
| Uppsala 494:1                        | Hällristning                |              | Uppsala, Uppland    |                        | 59.847838, 17.578734 | 10028204940001 | Ladda upp en bild av detta fornminne      |
| Uppsala 495:1                        | Hög                         |              | Uppsala, Uppland    |                        | 59.844972, 17.565673 | 10028204950001 | Ladda upp en bild av detta fornminne      |
| Uppsala 495:2                        | Hög                         |              | Uppsala, Uppland    |                        | 59.845057, 17.566035 | 10028204950002 | Ladda upp en bild av detta fornminne      |
| Uppsala 498:1                        | Gravfält                    |              | Uppsala, Uppland    |                        | 59.855896, 17.600568 | 10028204980001 | Ladda upp en bild av detta fornminne      |
| U 922 (Uppsala 501:1)                | Runristning                 |              | Uppsala, Uppland    |                        | 59.858156, 17.633769 | 10028205010001 | Ladda upp en till bild av detta fornminne |
| U 924 (Uppsala 501:2)                | Runristning                 |              | Uppsala, Uppland    |                        | 59.858157, 17.633772 | 10028205010002 | Ladda upp en till bild av detta fornminne |
| U NOR1997;27A (Uppsala 543:1)        | Runristning                 |              | Uppsala, Uppland    | Ulva kvarn             | 59.912588, 17.576273 | 10028205430001 | Ladda upp en till bild av detta fornminne |
| Uppsala 564:1                        | Stensättning                |              | Uppsala, Uppland    |                        | 59.823577, 17.641623 | 10028205640001 | Ladda upp en bild av detta fornminne      |
| Uppsala 564:2                        | Stensättning                |              | Uppsala, Uppland    |                        | 59.823152, 17.641849 | 10028205640002 | Ladda upp en bild av detta fornminne      |
| Uppsala 566:1                        | Gravfält                    |              | Uppsala, Uppland    |                        | 59.825263, 17.645875 | 10028205660001 | Ladda upp en bild av detta fornminne      |
| Uppsala 572:1                        | Hällristning                |              | Uppsala, Uppland    |                        | 59.837922, 17.585060 | 10028205720001 | Ladda upp en bild av detta fornminne      |
| Uppsala 573:1                        | Hällristning                |              | Uppsala, Uppland    |                        | 59.837013, 17.585702 | 10028205730001 | Ladda upp en bild av detta fornminne      |
| Uppsala 574:1                        | Hällristning                |              | Uppsala, Uppland    |                        | 59.837872, 17.586076 | 10028205740001 | Ladda upp en bild av detta fornminne      |
| Uppsala 575:1                        | Hällristning                |              | Uppsala, Uppland    |                        | 59.836098, 17.590089 | 10028205750001 | Ladda upp en bild av detta fornminne      |
| Uppsala 575:2                        | Hällristning                |              | Uppsala, Uppland    |                        | 59.836059, 17.590150 | 10028205750002 | Ladda upp en bild av detta fornminne      |
| Uppsala 576:1                        | Hällristning                |              | Uppsala, Uppland    |                        | 59.836878, 17.589522 | 10028205760001 | Ladda upp en bild av detta fornminne      |
| Uppsala 577:1                        | Hällristning                |              | Uppsala, Uppland    |                        | 59.838018, 17.580513 | 10028205770001 | Ladda upp en bild av detta fornminne      |
| Uppsala 578:1                        | Hällristning                |              | Uppsala, Uppland    |                        | 59.838521, 17.578829 | 10028205780001 | Ladda upp en bild av detta fornminne      |
| Uppsala 578:2                        | Hällristning                |              | Uppsala, Uppland    |                        | 59.838648, 17.578896 | 10028205780002 | Ladda upp en bild av detta fornminne      |
| Uppsala 578:3                        | Hällristning                |              | Uppsala, Uppland    |                        | 59.838631, 17.578954 | 10028205780003 | Ladda upp en bild av detta fornminne      |
| Uppsala 579:1                        | Hällristning                |              | Uppsala, Uppland    |                        | 59.839430, 17.576778 | 10028205790001 | Ladda upp en bild av detta fornminne      |
| Uppsala 579:2                        | Hällristning                |              | Uppsala, Uppland    |                        | 59.839455, 17.576682 | 10028205790002 | Ladda upp en bild av detta fornminne      |
| Uppsala 580:1                        | Hällristning                |              | Uppsala, Uppland    |                        | 59.839378, 17.578673 | 10028205800001 | Ladda upp en bild av detta fornminne      |
| Uppsala 581:1                        | Hällristning                |              | Uppsala, Uppland    |                        | 59.837157, 17.581293 | 10028205810001 | Ladda upp en bild av detta fornminne      |
| Uppsala 582:1                        | Hällristning                |              | Uppsala, Uppland    |                        | 59.841154, 17.574981 | 10028205820001 | Ladda upp en bild av detta fornminne      |
| Uppsala 582:2                        | Hällristning                |              | Uppsala, Uppland    |                        | 59.841199, 17.574979 | 10028205820002 | Ladda upp en bild av detta fornminne      |
| Uppsala 584:1                        | Hällristning                |              | Uppsala, Uppland    |                        | 59.836881, 17.579230 | 10028205840001 | Ladda upp en bild av detta fornminne      |
| Uppsala 584:2                        | Hällristning                |              | Uppsala, Uppland    |                        | 59.836789, 17.579122 | 10028205840002 | Ladda upp en bild av detta fornminne      |
| Uppsala 585:1                        | Hällristning                |              | Uppsala, Uppland    |                        | 59.837383, 17.581773 | 10028205850001 | Ladda upp en bild av detta fornminne      |
| Uppsala 585:2                        | Hällristning                |              | Uppsala, Uppland    |                        | 59.837489, 17.581796 | 10028205850002 | Ladda upp en bild av detta fornminne      |
| Uppsala 585:3                        | Hällristning                |              | Uppsala, Uppland    |                        | 59.837369, 17.582011 | 10028205850003 | Ladda upp en bild av detta fornminne      |
| Skyssenberg (Uppsala 587:1)          | Lägenhetsbebyggelse         |              | Uppsala, Uppland    |                        | 59.807935, 17.647788 | 10028205870001 | Ladda upp en bild av detta fornminne      |
| Uppsala 608:1                        | Grav- och boplatsområde     |              | Uppsala, Uppland    |                        | 59.953812, 17.652281 | 10028206080001 | Ladda upp en bild av detta fornminne      |
| Uppsala 614:1                        | Grav- och boplatsområde     |              | Uppsala, Uppland    |                        | 59.895089, 17.652366 | 10028206140001 | Ladda upp en bild av detta fornminne      |
| Uppsala 648                          | Gravfält                    |              | Uppsala, Uppland    |                        | 59.859578, 17.710184 | 12000000057632 | Ladda upp en bild av detta fornminne      |
| Uppsala 651                          | Stensättning                |              | Uppsala, Uppland    |                        | 59.806446, 17.602899 | 12000000062135 | Ladda upp en bild av detta fornminne      |